# Planctolpium peninsulae
Espèce
Planctolpium peninsulae est une espèce de pseudoscorpions de la famille des Hesperolpiidae.

## Distribution
Cette espèce est endémique de Floride aux États-Unis.

## Description
Les mâles mesurent de 1,50 à 1,61 mm et les femelles de 1,68 à 1,91 mm.

## Étymologie
Son nom d'espèce lui a été donné en référence au lieu de sa découverte, la péninsule de Floride.

## Publication originale
- Muchmore, 1979 : Pseudoscorpions from Florida and the Caribbean area. 7. Floridian diplosphyronids. Florida Entomologist, vol. 62, p. 193-213 (texte intégral).